# Kyriale
El Kyriale es la colección de cantos gregorianos usados en el Ordinario de la Misa. 
Contiene 18 misas cada una de las cuales, consiste en el Kyrie, Gloria, Sanctus, Agnus Dei, 6 Credos y varios cantos "ad libitum". El Kyriale está incluido en los libros litúrgicos, tales como el Gradual Romano y el Liber usualis.

## Contenido
- Asperges me
- Vidi aquam
- Misa I: Lux et origo
- Misa II: Fons Bonitatis (para solemnidades)
- Misa III: Deus Sempiterne (para solemnidades)
- Misa IV: Cunctipotens Genitor Deus (para fiesta de los apóstoles)
- Misa V: Magnae Deus Potentiae (para fiestas)
- Misa VI: Rex Genitor (para fiestas)
- Misa VII: Rex Splendens (para fiestas)
- Misa VIII: De Angelis (para fiestas)
- Misa IX: Cum Júbilo (para solemnidades Marianas y fiestas)
- Misa X: Almae Pater (para solemnidades Marianas y memorias)
- Misa XI: Orbis Fáctor (para domingos)
- Misa XII: Pater Cuncta (para memorias)
- Misa XIII: Stelliferi Cónditor Orbis (para memorias)
- Misa XIV: Jesu Redemptor (para memorias)
- Misa XV: Dominator Deus (para ferias el tiempo de Navidad)
- Misa XVI: (para ferias)
- Misa XVII: Salve (para domingos de Adviento y Cuaresma)
- Misa XVIII: Deus Genitor Almae (para ferias de Adviento y Cuaresma, misa de Vigilia y otros)
- Credo I–VI
- Cantus ad libitum
- Kyrie (I–XI)
- Gloria (I–IV)
- Sanctus (I–III)
- Agnus Dei (I–II)

- Datos: Q896985